# Philosophischer Zombie
Ein philosophischer Zombie oder P-Zombie in der Philosophie des Geistes und der Erkenntnistheorie ist ein hypothetisches Wesen, das physisch nicht von einem normalen Menschen zu unterscheiden ist, aber keine Erfahrung hat oder Empfindungen (Qualia) erlebt. Beispielsweise empfindet ein philosophischer Zombie, der  mit einem spitzen Gegenstand gestoßen wird, keinen Schmerz, er verhält sich aber genau so, als würde er ihn empfinden.

## Zombie-Argumente
Der Begriff eines philosophischen Zombies wird vor allem in Gedankenexperimenten verwendet, um bestimmte Argumente gegen Formen des Physikalismus (Ontologie), wie Materialismus, Behaviorismus und Funktionalismus, zu stützen, diese werden oft als „Zombie-Argumente“ bezeichnet. Der Physikalismus beruht auf der Annahme, dass alle Aspekte der Natur physikalisch erklärt werden können: Also auch alle Aspekte der menschlichen Natur und Wahrnehmung müssten sich so erklären lassen. Einige Philosophen, wie David Chalmers, behaupten, dass ein vom Menschen physiologisch ununterscheidbarer Zombie schon als logische Möglichkeit eine stichhaltige Widerlegung des Physikalismus darstellen würde. Physikalisten wie Daniel Dennett kontern, dass Chalmers’ physiologische Zombies unlogisch und damit unmöglich seien.
David Chalmers argumentiert, dass der Materialismus auf die Annahme festgelegt ist, die Existenz von Bewusstsein ergebe sich bereits aus der physikalisch-funktionalen Beschreibung. Die Vorstellbarkeit von Zombie-Szenarien zeige jedoch, dass selbst eine vollständige physikalisch-funktionale Beschreibung nicht die Existenz von Bewusstsein impliziere. Zumindest offenbart das Gedankenexperiment eine Erklärungslücke des Physikalismus, weil es momentan keine verbreitete Theorie gibt, die die Kausalität von nichtmentalen Eigenschaften auf phänomenale Eigenschaften erklärt.
Susan Blackmore beschreibt das Problem sehr anschaulich: „Stellen wir uns zum Beispiel den Zombie Sue Blackmore vor. Zombie-Sue sieht genauso aus wie ich, benimmt sich genauso wie ich, redet so wie ich über ihre privaten Erfahrungen und  diskutiert wie ich über das Bewusstsein. Für einen Außenstehenden ist sie durch nichts von der echten Sue zu unterscheiden. Der Unterschied besteht allein darin, dass sie über kein Innenleben und kein bewusstes Erleben verfügt; sie ist eine Maschine, die Wörter und Verhaltensweisen produziert, während es in ihrem Inneren völlig dunkel ist. Könnte diese Zombie-Sue wirklich existieren?“
Zombie-Argumente im Anschluss an David Chalmers lassen sich in ein erkenntnistheoretisches und ein metaphysisches Teilargument zerlegen. Das erkenntnistheoretische Argument behauptet die Vorstellbarkeit von philosophischen Zombies und illustriert somit eine Erklärungslücke zwischen der physikalisch-funktionalen und der phänomenalen Perspektive. Im metaphysischen Argument wird von der Vorstellbarkeit von philosophischen Zombies auf das Scheitern des Materialismus geschlossen. Materialisten können entsprechend das erkenntnistheoretische oder das metaphysische Teilargument ablehnen. „Typ-A-Materialisten“ lehnen die Vorstellbarkeit von philosophischen Zombies ab und behaupten, dass das Bewusstsein in Wirklichkeit gar nicht existiere oder sich als physikalisch-funktionales Phänomen erklären lasse. „Typ-B-Materialisten“ akzeptieren das erkenntnistheoretische Argument, behaupten allerdings die Kompatibilität von Materialismus und der Vorstellbarkeit von philosophischen Zombies. Vertreter des ontologischen Dualismus sehen im Gedankenexperiment des „philosophischen Zombies“ einen Beweis dafür, dass Geist und Materie zwei getrennte Entitäten sind.

## Funktionaler Zombie
Ein dem P-Zombie verwandtes Gedankenexperiment ist das eines Zombies, der funktional einem menschlichen Gehirn gleicht  (computational zombie), der also bei gleichem Input den gleichen Output liefert wie ein menschliches Gehirn. Der Zombie hat jedoch keine bewussten Empfindungen oder er hat andere Empfindungen als ein Mensch. Das modifizierte Zombie-Argument lautet nun, dass allein die Denkbarkeit eines solchen funktionalen Zombies physikalistische bzw. funktionalistische Positionen widerlege.
Darüber hinaus wird mit der Denkbarkeit von P-Zombies auch gegen die Simulierbarkeit phänomenalen Bewusstseins argumentiert: Die Gültigkeit des P-Zombie-Argumentes würde implizieren, dass der denkbare, dem Menschen physikalisch äquivalente Zombie in seiner hypothetischen Welt auch physikalisch äquivalente funktionale Prozesse aufweisen würde und dass die möglichen Prozesse den gleichen physikalischen Beschränkungen unterliegen würden. Dies würde bedeuten, dass Modelle, die nur auf physikalischen Prozessen basieren, nicht phänomenale Erfahrungen erklären könnten. Dies betrifft etwa kognitionswissenschaftliche Modelle.